# 직박구리
직박구리(영어: brown-eared bulbul)는 참새목 직박구리과의 한 종으로, 한국에서는 흔히 볼 수 있는 텃새이다. 동아시아 원산으로 몸길이는 28cm 정도이다. 대체로 갈색을 띠며 약간 회색을 띤다. 뺨에 갈색 반점이 있고, 배에 무늬가 있다. 주로 나무 위에서 생활하며, 나무가 있으면 어디에서나 볼 수 있다. 잠자리, 장수말벌, 등검은말벌, 감 등을 먹는다. 5~6월에 보통 4~5개 정도의 알을 낳는다.

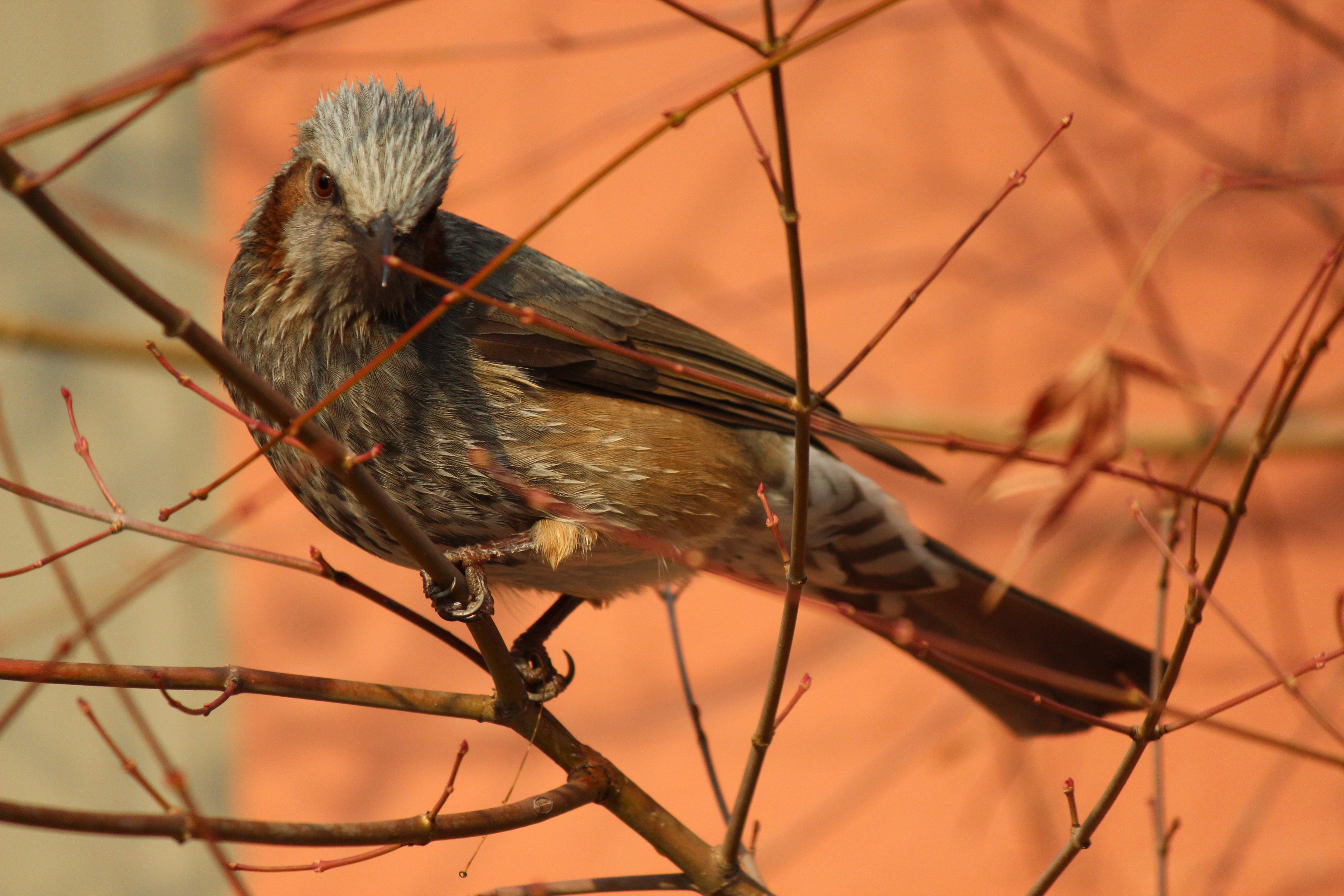
직박구리 서천동

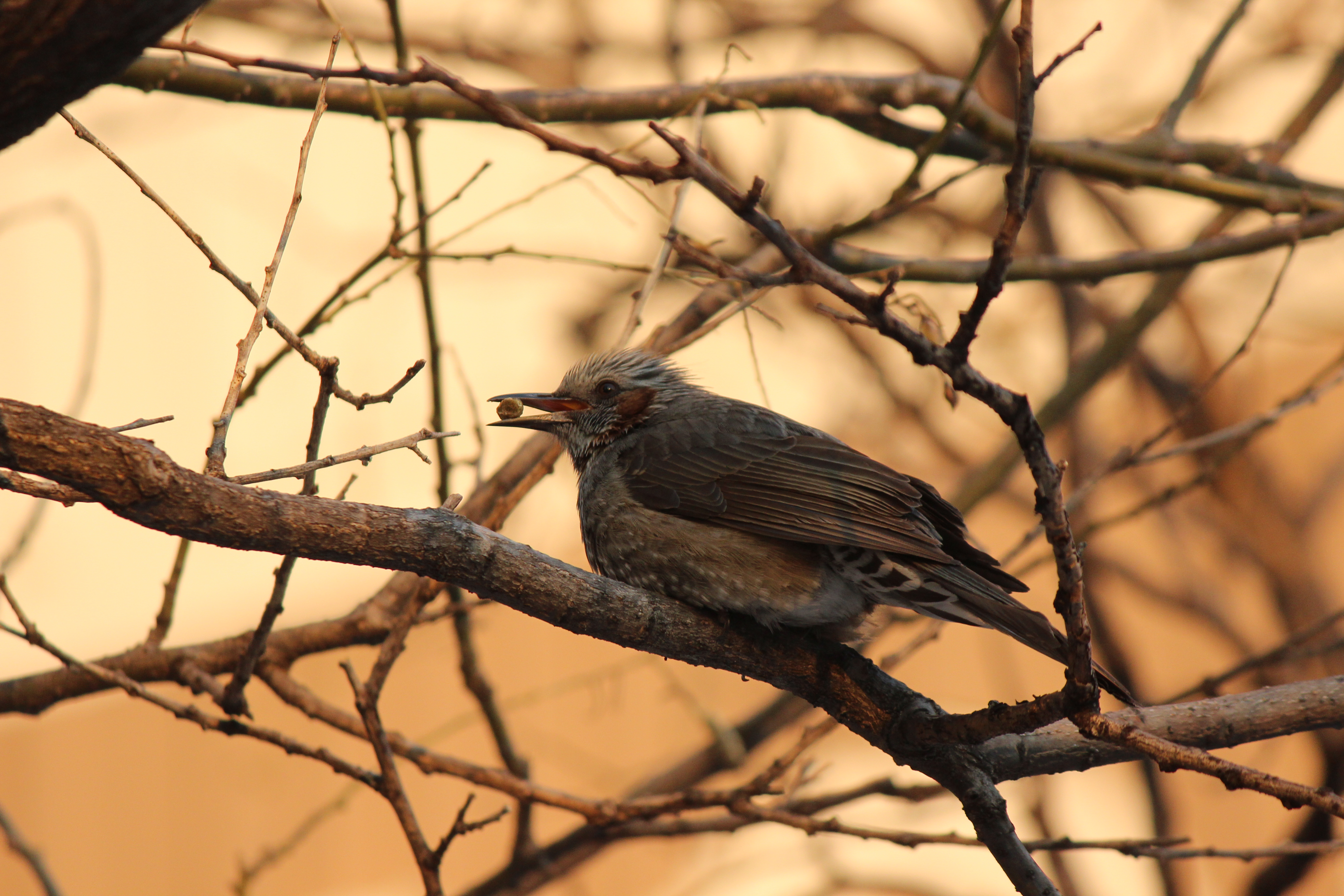
직박구리 서천동 현대홈타운

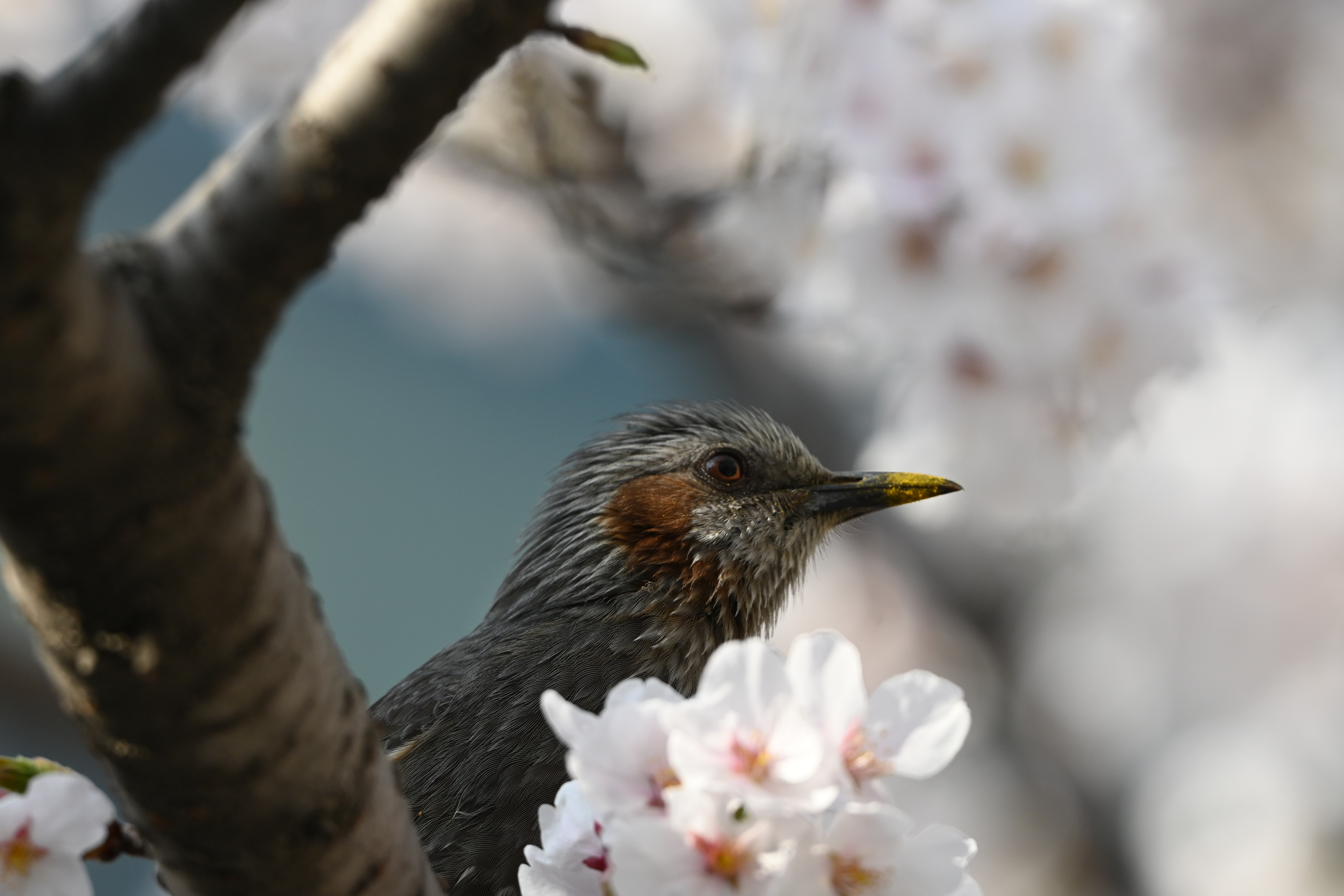
벚꽃 꿀을 빠느라 부리가 노래진 직박구리

## 같이 보기
- 쇠박새
- 붉은머리오목눈이
- 한국의 야생 새 목록